# The Bridge (seizoen 1)
Het eerste seizoen van The Bridge liep van 21 september 2011 tot 23 november 2011 en bevatte tien afleveringen.

## Rolverdeling

### Hoofdrollen
- Sofia Helin - Saga Norén (rechercheur in Malmö)
- Kim Bodnia - Martin Rohde (rechercheur in Kopenhagen)
- Dag Malmberg - Hans Petterson (commissaris in Malmö)
- Sarah Boberg - als Lillian (commissaris in Kopenhagen)

### Terugkerende rollen
- Christian Hillborg - Daniel Ferbé (journalist bij Aftonposten in Malmö)
- Ellen Hillingsø - Charlotte Söringer (Deense vrouw van de Zweedse onroerendgoedmagnaat Söringer)
- Magnus Krepper - Stefan Lindberg (sociaal werker)
- Maria Sundbom - Sonja Lindberg (zus van Stefan Lindberg)
- Puk Scharbau - Mette Rohde (vrouw van politie-inspecteur Martin Rohde)
- Emil Birk Hartmann - August Rohde (oudste zoon van politie-inspecteur Martin Rohde)
- Rafael Pettersson - John Lundqvist (medewerker politieteam)
- Anette Lindbäck - Gry (medewerker politieteam)
- Henrik Lundström - Rasmus Larsson (medewerker politieteam)
- Said William Legue - Navid (medewerker politieteam)
- Lars Simonsen - Sebastian Sandstrod
- Kristina Brändén Whitaker - Anne
- Kristian Lima de Faria - als Åke
- Magnus Schmitz - Anton Cederlund

## Seizoen 1 (2011)
| Aflevering | Schrijver       | Regie                        | Uitzenddatum /    | Uitzenddatum     | Selectie gastrollen |
| --- | --------------- | ---------------------------- | ----------------- | ---------------- | --- |
| 1. | Hans Rosenfeldt | Charlotte Sieling            | 21 september 2011 | 20 oktober 2012  | Tuvalisa Rangström - Veronika Holmgren Iggy Malmborg - Sören Holmgren Dietrich Hollinderbäumer - Göran Sörringer                                       |
| Op het midden van de Sontbrug, op de grens van Zweden en Denemarken, wordt het lichaam gevonden van de voorzitster van de gemeenteraad van Malmö. Rechercheur Saga Norén van de politie in Malmö arriveert op de plek en neemt de zaak op zich; zij ontdekt al snel dat het lichaam bestaat uit twee aparte delen. Het bovenlichaam, dat op het grondgebied van Zweden ligt, is van de voorzitster van de gemeenteraad. Het onderlichaam, dat op Deens grondgebied ligt, hoort daarentegen bij het lichaam van een onbekende Deense vrouw. Nu wordt rechercheur Norén gedwongen om samen te gaan werken met haar Deense collega-rechercheur Martin Rohde die zich al snel stoort aan haar ongewone werkwijze, dit omdat Norén lijdt aan het syndroom van Asperger. Als beide rechercheurs op de brug staan om het lichaam te onderzoeken arriveert er een ambulance die, met Göran Söringer, onderweg is naar het ziekenhuis in Kopenhagen voor een harttransplantatie. Rechercheur Norén weigert in eerste instantie om de ambulance door te laten omdat de brug gesloten is voor onderzoek, rechercheur Rohde geeft dan toch tegen de zin van zijn collega toestemming aan de ambulance om door te rijden. Als Söringer in het ziekenhuis aankomt wordt al snel duidelijk dat hij te zwak is voor de transplantatie, en de artsen willen het donorhart aan een ander kandidaat geven. Zijn vrouw Charlotte wil nu het ziekenhuis een nieuwe CT-scanner geven in ruil voor het door laten gaan van de transplantatie. Veronika leeft samen met haar gewelddadige en drugsverslaafde man Sören. Maatschappelijk werker Stefan Lindberg wil haar een nieuw leven laten beginnen onder voorwaarde dat zij afstand neemt van Sören. Even later kunnen de rechercheurs Norén en Rohde de eigenaar achterhalen van de auto die gebruikt is om de delen van de lichamen op de brug te leggen. De eigenaar is de jonge journalist Daniel Ferbé. Als hij later die dag in zijn auto stapt, wordt deze bij het starten vergrendeld en wordt een timer van een bom geactiveerd. Terwijl de EOD bezig is met het onschadelijk maken van de bom arriveren de rechercheurs bij de auto. Rechercheur Norén belt met Ferbé en vraagt hem wie hierachter kan zitten, maar hij kan in zijn paniek geen naam bedenken. Als de timer op 0 komt te staan ontploft er geen bom, in plaats daarvan wordt de auto weer ontgrendeld en komt er een cd uit de autoradio. |                 |                              |                   |                  | |
| 2. | Hans Rosenfeldt | Charlotte Sieling            | 28 september 2011 | 27 oktober 2012  | Dietrich Hollinderbäumer - Göran Söringer Morten Hauch-Fausbøll - Anders                                                                               |
| Op de cd die uit de cd-speler kwam in de auto van journalist Daniel Ferbé staat een boodschap van de moordenaar. Deze boodschap wordt ook geplaatst op een website. De moordenaar zegt vijf misstanden in de maatschappij te betreuren; het eerste zal kenbaar gemaakt worden door de moorden. Rechercheur Norén ontdekt waar de website vandaan komt: deze is geplaatst op een server die op het hoofdbureau van de Deense politie staat. Hierop besluit rechercheur Rohde de zaak van het tweede slachtoffer te heropenen, een Deense prostituee die meer dan een jaar geleden ineens is verdwenen. Hij stuit op haar dagboek tijdens een ontmoeting met een oud collega van haar. Ondertussen krijgt rechercheur Rohde ook te maken met spanningen in zijn huidige gezin en zijn oudere zoon uit een eerder huwelijk. Rechercheur Norén pikt vanwege haar seksuele verlangens een onbekende man op in een bar, om hem vervolgens mee naar huis te nemen en seks met hem te hebben. Journalist Ferbé krijgt een telefoontje van de moordenaar; hij levert materiaal aan Ferbé die zijn beschuldigingen aan de maatschappij moeten verduidelijken. Ferbé besluit dit materiaal te publiceren in zijn krant, wat leidt tot een maatschappelijke discussie over de motieven van de dader. Terwijl rechercheur Norén een aanwijzing op het bovenste deel van het gevonden lichaam ontdekt die haar naar een vleesverwerkingsbedrijf leidt, krijgt Ferbé voor de tweede keer contact met de moordenaar. Charlotte Söringer krijgt het voor elkaar dat haar man de harttransplantatie krijgt. Maar als hij na de transplantatie bijkomt uit zijn narcose, krijgt hij een hartstilstand en overlijdt alsnog. Voordat hij de hartstilstand krijgt weet hij nog een kort gesprek te voeren met zijn vrouw en vertelt hij haar dat hij van haar wil scheiden. Maatschappelijk werker Stefan Lindberg ontdekt per toeval een dossier over een jonge dakloze vrouw en herkent haar als zijn jongere zus Sonja. Hij start een zoektocht naar haar, maar net als hij haar vindt, zakt zij in elkaar. |                 |                              |                   |                  | |
| 3. | Hans Rosenfeldt | Charlotte Sieling            | 5 oktober 2011    | 3 november 2012  | Fanny Ketter - Anja Björk Martin Noren - Lasse Jönsson Morten Suurballe - Bjørn Rasmussen                                                              |
| Rechercheurs Norén en Rohde ontdekken dat de moordenaar het voor zijn tweede maatschappelijke probleem voorzien heeft op dakloze mensen, dit door hen vergiftigde wijn te geven. Onder de dakloze slachtoffers bevindt zich ook Sonja Lindberg, de zus van maatschappelijk werker Stefan Lindberg. Zij werd net op tijd gevonden door haar broer en is nu herstellende in het ziekenhuis. Als de rechercheurs haar willen ondervragen komen zij er al snel achter dat dit niet mee zal vallen, omdat zij nog regelmatig het bewustzijn verliest. Wel raken zij geïnteresseerd in het vreemde gedrag van Stefan en ze denken dat hij meer weet dan hij loslaat. De rechercheurs krijgen dan te horen dat de moordenaar een dakloze man heeft ontvoerd, en hem vastgebonden zet voor een camera die de beelden live uitzendt op internet. De moordenaar eist nu 20 miljoen kronen van vier vastgoedeigenaren, onder wie Gorän Söringer. Hij wil zo een discussie losmaken over hoeveel een mens in geld waard is. |                 |                              |                   |                  | |
| 4. | Hans Rosenfeldt | Charlotte Sieling            | 12 oktober 2011   | 10 november 2012 | Fanny Ketter - Anja Björk Martin Noren - Lasse Jönsson Ole Boisen - Henning Tholstrup Morten Suurballe - Bjørn Rasmussen                               |
| Rechercheur Norén en Rohde zien op het internet dat bij de ontvoerde dakloze man door de moordenaar een infuus is aangebracht, deze tapt langzaam bloed af. Zij berekenen dat het slachtoffer bij deze bloedafname nog een aantal uren te leven heeft, en een race tegen de klok is gestart om de man op tijd te vinden en te redden. De moordenaar blijft bij zijn eis dat de vier vastgoedeigenaren het losgeld van 20 miljoen kronen moeten betalen voor de vrijlating van de ontvoerde man, maar na lang beraadslagen weigeren zij het losgeld te betalen. Op het laatste moment is Charlotte Söringer toch bereid het losgeld te betalen, om zo wraak te nemen op haar overleden man die voor zijn dood een affaire had met een andere vrouw. Ondertussen beseffen de rechercheurs dat de moordenaar al jaren zijn daden heeft gepland en deze nu minutieus uitvoert. |                 |                              |                   |                  | |
| 5. | Hans Rosenfeldt | Lisa Siwe & Henrik Georgsson | 19 oktober 2011   | 17 november 2012 | Fanny Ketter - Anja Björk Martin Noren - Lasse Jönsson Ole Boisen - Henning Tholstrup Dulfi Al-Jabouri - Saif Hurani Sadi Tekelioglu - Muhammed Hurani |
| De moordenaar laat door een aantal moorden het derde probleem in de maatschappij zien: de bezuinigingen in de psychische zorg. Hij heeft vier patiënten met schizofrenie door het onthouden van medicijnen zo beïnvloed, dat zij op dezelfde dag vier moorden plegen op mensen in zowel Malmö als in Kopenhagen. Dan vinden de rechercheurs Norén en Rohde een aanknopingspunt, een van huis weggelopen tienermeisje dat op straat toevallig in contact is gekomen met de moordenaar. Tijdens hun zoektocht naar het tienermeisje worden zij geconfronteerd met de moordenaar die ook op zoek is naar het meisje. Hij vindt haar eerder en schiet haar neer. Zij overleeft de aanslag en wordt opgenomen in het ziekenhuis, waar rechercheur Norén aan haar vraagt of zij het gezicht van de moordenaar kan tekenen. Als zij de ogen en neus heeft getekend, krijgt ze een hartstilstand en overlijdt aan haar verwondingen. Bij het zien van de onafgemaakte tekening ziet rechercheur Rohde een gelijkenis tussen de tekening en Stefan Lindberg, die hij al eerder verdacht vond. |                 |                              |                   |                  | |
| 6. | Hans Rosenfeldt | Lisa Siwe & Henrik Georgsson | 26 oktober 2011   | 24 november 2012 | Ole Boisen - Henning Tholstrup Dulfi Al-Jabouri - Saif Hurani Sadi Tekelioglu - Muhammed Hurani                                                        |
| Rechercheur Norén en Rohde verdenken Stefan Lindberg ervan dat hij de moordenaar is. Met een huiszoekingsbevel gaan zij op onderzoek uit in zijn woning. Daar vinden zij vreemde dingen, zoals veel verbandmiddelen in de kast, dezelfde dozen wijn als gebruikt zijn voor de vergiftiging van de daklozen en bloed op de vloer. Ondanks zijn zwakke alibi kunnen de rechercheurs niet bewijzen dat hij de moordenaar is en moeten zij hem laten gaan. Ondertussen wordt het duidelijk wat volgens de moordenaar het vierde probleem in de maatschappij is, het falende integratiebeleid. In Kopenhagen werd onlangs een jonge immigrant doodgeslagen door een groep van vier politieagenten, die later eerder vrijgesproken in een rechtszaak. Een van de vier wordt dan ontvoerd uit zijn huis door de moordenaar, en later vindt de broer van de doodgeslagen immigrant tot zijn grote verrassing deze agent in zijn kelder. Ondanks een grote zoektocht door de politie lukt het hen niet om hem te vinden. De ontvoerde agent smeekt de broer hem vrij te laten met de belofte dat er een nieuwe rechtszaak komt waarin hij de waarheid zal vertellen. Als de vader ontdekt dat de agent bij hem in de kelder zit, eist hij dat zijn zoon hem vrij laat, waar de zoon gehoor aan geeft. Buiten ziet de vrijgelaten agent een collega die hem wenkt. Opgelucht een collega te zien rent hij naar hem toe. De schok is bij hem groot als zijn collega dan ineens een pistool op hem richt en hem doodschiet. De rechercheurs vermoeden dat de moordenaar in de buurt bleef om te kijken of de familieleden van het slachtoffer hem zouden vermoorden; toen dit niet gebeurde nam hij zelf deze maatregel. Ondertussen heeft rechercheur Norén zelf contact met de moordenaar via de telefoon. De vrouw van rechercheur Rohde ontdekt dat haar man seks heeft gehad met Charlotte Söringer en zet hem het huis uit. De rechercheurs krijgen steeds meer de indruk dat zij de moordenaar in hun eigen organisatie moeten zoeken. De moordenaar werkt zo georganiseerd en weet zo veel over het onderzoek, dat hij best weleens een politiemedewerker kan zijn. |                 |                              |                   |                  | |
| 7. | Hans Rosenfeldt | Henrik Georgsson             | 2 november 2011   | 1 december 2012  | Henning Valin Jakobsen - Jesper Andersson |
| Het vijfde en laatste probleem in de maatschappij wordt bekendgemaakt door de moordenaar; het betreft de onverschilligheid ten opzichte van kinderarbeid wereldwijd. De moordenaar ontvoert een schoolbus met daarin vijf kinderen, en eist voor hun vrijlating dat vijf bedrijven die te maken hebben met kinderarbeid in brand worden gestoken. Voor elk bedrijf dat in brand wordt gestoken laat hij één kind vrij, en als op het eind van een gestelde deadline vijf bedrijven in brand zijn gestoken worden alle vijf kinderen vrijgelaten. De namen van de betreffende bedrijven stuurt de moordenaar naar journalist Daniel Ferbé met de opdracht deze te publiceren, maar Ferbé krijgt van zijn baas geen toestemming om deze te plaatsen. Hij laat zich echter niet stoppen en om de kinderen te redden plaatst hij de lijst alsnog, dit ten koste van zijn aanstelling als journalist. Nadat er vijf branden gesticht zijn, houdt de moordenaar zijn woord en geeft hij vrij waar de kinderen zich bevinden. Ondertussen denken rechercheurs Norén en Rohde de identiteit van de moordenaar te weten, medewerker van de speciale politie in Malmö Jesper Andersonn, en openen een klopjacht op hem. De moordenaar belt dan naar journalist Ferbé met de mededeling dat hij ervoor kan zorgen dat hij zijn baan terugkrijgt, dit door een exclusief interview met hem zodat zijn baas hem weer zou aannemen. Ferbé heeft hier wel oren naar en wil met zijn auto naar hem toegaan. Als hij zijn auto wil starten, zorgt het draaien van de sleutel ervoor dat de auto vergrendeld wordt en er een gas in de auto gespoten wordt. Ondertussen wordt het lichaam van Sören gevonden, die vermoord werd door maatschappelijk werker Stefan Lindberg. Het spoor leidt de politie al snel naar Lindberg en deze wordt gearresteerd in het ziekenhuis waar hij waakte over zijn zus Sonja. |                 |                              |                   |                  | |
| 8. | Hans Rosenfeldt | Henrik Georgsson             | 9 november 2011   | 8 december 2012  | Henning Valin Jakobsen - Jesper Andersson |
| Rechercheurs Norén en Rohde kunnen dan eindelijk hun collega Jesper Andersonn arresteren en verhoren, maar deze blijft zijn betrokkenheid ontkennen en heeft voor alle moorden een alibi. Als hij na het verhoor teruggebracht wordt naar zijn cel, ziet hij kans om te ontsnappen door een wapen te pakken en een automobilist te dwingen hem weg te brengen. Later wordt de auto leeg terug gevonden, en ontdekken de rechercheurs dat de gedwongen automobilist in werkelijkheid een handlanger is van Andersonn. Hij heeft het wapen voor Andersonn verstopt in het politiebureau en stond buiten op hem te wachten. Maar Andersonn blijkt niets met de moorden te maken hebben, in werkelijkheid was hij samen met zijn partner betrokken bij de productie van illegale pornofilms met minderjarige meisjes. Sonja, de dakloze die de gifaanval had overleefd, had Andersonn herkend, echter niet als de moordenaar maar als de man die haar in het verleden misbruikt heeft voor zijn pornofilms. Dan komen de rechercheurs de mannen op het spoor en kunnen hen inrekenen. Bij de arrestatie trekt Andersonn zijn wapen en wordt hij hierop neergeschoten. Nu Andersonn niet de moordenaar blijkt te zijn, richten de rechercheurs hun aandacht op een oud-collega van rechercheur Rohde, die een connectie heeft met elk slachtoffer die de moordenaar heeft gemaakt. Rechercheur Rohde vertelt dat deze oud-collega, Jens, de moordenaar niet kan zijn: hij heeft namelijk vijf jaar geleden zelfmoord gepleegd. Dit omdat zijn vrouw en kind zijn omgekomen bij een auto-ongeluk op de Sontbrug, waarbij de dader van het ongeluk doorreed en nooit is gestraft. Dan blijkt dat het eerste slachtoffer van de moordenaar toen als officier van justitie werkzaam was en verantwoordelijk was voor het niet vervolgen van de verdachte van het auto-ongeluk. Rechercheur Norén onderzoekt dan de zelfmoord van Jens en ziet op de foto's van de zelfmoord dat het gezicht helemaal weg is door een geweerschot, en er geen vingerafdrukken en DNA zijn afgenomen. Dit doet haar vermoeden dat de zelfmoord in scène is gezet en dat Jens wel degelijk de moordenaar is. Ondertussen krijgt de vrouw van rechercheur Rohde kramp in haar buik en bang voor haar ongeboren baby haast zij zich naar het ziekenhuis. Haar man wordt door haar gewaarschuwd en haast zich naar zijn vrouw. In het ziekenhuis horen zij dat ze in verwachting is van een tweeling en dat zij kramp heeft door nierstenen. Als ze later weer thuis zijn, vertelt zij Rohde dat hij weer mag slapen in het huis. |                 |                              |                   |                  | |
| 9. | Hans Rosenfeldt | Henrik Georgsson             | 17 november 2011  | 15 december 2012 | Julie Carlsen - Barbara Malin Morgan - Josefin Christina Schollin - Elsa Hermansen Malou Reymann - Frida                                               |
| Rechercheur Norén en Rohde beseffen dat oud-collega van rechercheur Rohde, Jens, nog steeds leeft en dat hij waarschijnlijk de moordenaar is. Zij achterhalen ook dat hij een andere identiteit aangenomen heeft, namelijk Sebastian Sandstrod. Ze weten echter niet dat hij, onder valse voorwendselen, al een tijdje contact heeft met de vrouw van rechercheur Rohde. Sandstrod zoekt wraak en wil zich wreken op rechercheur Rohde, dit omdat hij hem verantwoordelijk houdt voor de dood van zijn vrouw en zoon. Zijn vrouw en zoon zijn omgekomen bij een auto-ongeluk op de Sontbrug, dit nadat zijn vrouw en zoon hem verlieten met de mededeling dat zij een andere man had ontmoet en van hem wilde scheiden. Na de dood van zijn vrouw en zoon kwam hij erachter dat de andere man rechercheur Rohde was. Hij voelde zich verraden door zijn collega en wil nu wraak op hem nemen. Nu heeft hij contact gezocht met de vrouw van rechercheur Rohde en haar vertrouwen gewonnen. Op een middag wil hij de vrouw en hun kinderen meenemen naar de dierentuin. Na de dierentuin neemt hij hen mee naar een afgelegen woning. Daar aangekomen lokt hij hen naar binnen waar hij de vrouw een op scherp staande handgranaat in haar handen geeft en de woning afsluit en verlaat. Ondertussen had Sandstrod ook onder valse voorwendselen contact gezocht met August, de oudste zoon van rechercheur Rohde, door zich voor te doen als een ex-vriendin van August. Hij heeft August naar een park gelokt. De politie was hiervan op de hoogte en willen hem daar opwachten, maar Sandstrod ruikt onraad en zet zijn ontmoeting in het park niet door. In plaats daarvan belt hij anoniem naar de politie over de verblijfplaats van de vrouw en kinderen van rechercheur Rohde. Als rechercheur Rohde daar aankomt, kan hij zijn vrouw en kinderen redden. Ondertussen zijn August en rechercheur Norén alleen in het huis van de familie Rohde. Rechercheur Norén beseft hier dat Sandstrod het gemunt heeft op August, en ze merkt dat er iemand buiten is. Rechercheur Norén is ongewapend en neemt August mee naar buiten om te ontsnappen. Buiten aangekomen staan zij ineens oog in oog met Sandstrod, die wel een wapen heeft en rechercheur Norén neerschiet. Sandstrod boeit dan August en neemt hem mee. Rechercheur Norén leeft nog, bemachtigt een wapen van een neergeschoten politieagent en probeert de achtervolging in te zetten op Sandstrod en August, maar valt na een aantal meter bewusteloos neer.                                                                    |                 |                              |                   |                  | |
| 10. | Hans Rosenfeldt | Henrik Georgsson             | 23 november 2011  | 22 december 2012 | Vibeke Ankjær - dokter van rechercheur Saga Norén |
| Rechercheur Norén is zwaar gewond geraakt nadat zij werd neergeschoten door de moordenaar Sandstrod die weet te ontsnappen met August, de zoon van rechercheur Rohde. Ze wordt opgenomen in het ziekenhuis, echter tegen doktersadvies verlaat zij het ziekenhuis om samen met rechercheur Rohde op zoek te gaan naar August en Sandstrod. Nu rechercheur Rohde persoonlijk is betrokken zetten de rechercheurs alles op alles om hen te vinden en er volgt een kat-en-muis-spel tussen hen en Sandstrod. Rechercheur Rohde wordt door Sandstrod weggelokt bij zijn collega om zo zijn zoon terug te vinden. Als hij weg is, gaat rechercheur Norén alleen verder met haar zoektocht. Uiteindelijk vindt zij August in een verlaten huis, maar zij is te laat en ontdekt dat August overleden is. Rechercheur Rohde en Sandstrod ontmoeten elkaar uiteindelijk en samen eindigen zij hun tocht op de Sontbrug waar alles begon, de dood van de vrouw en zoon van Sandstrod en de eerste moord. Sandstrod dwingt rechercheur Rohde een onschuldige gijzelaar neer te schieten om de verblijfplaats van zijn zoon te weten te komen, niet wetende dat August al overleden is. Rechercheur Rohde zit nu in een tweestrijd over wat te doen, maar door zijn liefde voor zijn zoon besluit hij de gijzelaar neer te schieten. Als hij dan van Sandstrod hoort dat hij gelogen heeft en de verblijfplaats niet vrijgeeft, wordt hij woest op hem en wil hem neerschieten. Op dat moment komt rechercheur Norén bij hen en vertelt aan Rohde dat zijn zoon levend gevonden is. Sandstrod vertelt hem vervolgens dat zij liegt en August al dood is. Rechercheur Rohde vraagt aan zijn collega of dit waar is, en na een lange discussie vertelt zij hem dan dat Sandstrod de waarheid spreekt. Uit woede en verdriet wil rechercheur Rohde Sandstrod doodschieten en hij richt zijn wapen op hem. Rechercheur Norén is hem echter voor en schiet haar collega neer door hem in zijn schouder te raken. Sandstrod ziet nu zijn kans schoon en wil de bom activeren die hij om zijn middel draagt. Maar rechercheur Norén schiet Sandstrod neer voordat hij de bom kan activeren. Rechercheur Rohde herstelt van zijn schotwond in het ziekenhuis, verdrietig over het verlies van zijn zoon, en twijfelt of hij nog politieman wil blijven. |                 |                              |                   |                  | |